# عبد القادر غزاوي
عبد القادر بن يوسف بن حسن إسماعيل غزاوي (ولد في مكة 1308 هـ - توفي 1375هـ).

## تعليمه
درس على يد علماء المسجد الحرام الذين عاصرهم، وواصل تعليمه في المدارس العثمانية الرشدية والإعدادية، ودرس بمدرسة البرق والبريد في إسطنبول.

## الأعمال والوظائف
عمل بالوظائف التالية:
- عمل في العهد التركي عام 1325هـ، بوظيفة مأمور مخابرة بمكة المكرمة، وتنقل في جملة وظائف بالبرق والبريد حتى أصبح مديراً عاماً للبرق والبريد. وقد شغل منصب وكالة البرق والبريد في الحكومة الحجازية.[2]
- عين عضوا في المؤتمر الإسلامي العام المنعقد بمكة المكرمة عام 1344 هـ - 1345 هـ،
- عيِّن عام 1349 هـ، رئيساً لنقابة السيارات
- عمل رئيساً لهيئة الأمر بالمعروف والنهي عن المنكر
- عمل رئيساً لجمعية الإسعاف الخيري
- عمل رئيساً لجمعية المطالبة بأوقاف الحرمين الشريفين
- عمل عضواً بالمؤتمر الوطني الذي عقد في مكة المكرمة عام 1350هـ
- عمل أميناً لصندوق جمعية الطيران، ثم نائباً لرئيس الجمعية حتى عام 1362 هـ
- عيِّن عضواً بمجلس الشورى السعودي من 1 محرم 1355 هـ - 1371 هـ

## وفاته
توفي في حادث أليم في طريق مكة - جدة القديم في شهر صفر عام 1375 هـ.